# Тер-Микаелян, Михаил Леонович
Михаи́л Лео́нович Тер-Микаеля́н (арм. Միքայել Լևոնի Տեր-Միքայելյան; 11 ноября 1923, Тифлис — 30 января 2004, Аштарак) — армянский физик-теоретик.
Академик АН Армянской ССР (1982, член-корреспондент с 1963), доктор физико-математических наук (1962), профессор (1975). Лауреат Государственной премии Армянской ССР (1980). Заслуженный деятель науки Республики Армения (2003).
Михаил Тер-Микаелян основатель и первый директор (1968—1994, с 1994 года — почётный директор) Института физических исследований Национальной академии наук Армении. В 1958—1963 годах был заместителем директора Ереванского физического института, в 1963—1967 годах был деканом физического факультета Ереванского государственного университета.
Работы Михаила Леоновича Тер-Микаеляна посвящены электродинамике, квантовой электронике, нелинейной оптике. В 1952 году он открыл продольный эффект плотности (эффект Тер-Микаеляна), он показал влияние кристаллической структуры и диэлектрической проницаемости среды на тормозное излучение сверхбыстрых электронов. В 1969 году он предсказал резонансное переходное излучение в периодических средах.

## Биография

### Ранние годы и начало научной деятельности
Михаил Леонович Тер-Микаелян родился 11 ноября 1923 года в Тифлис.
Его отец — Леон Андреевич Тер-Микаелян (1867—1943) — известный инженер, окончил Петербургский университет и Московский институт железнодорожного транспорта, возглавлял многие стройки России, в том числе — стройку железнодорожной магистрали Москва-Владивосток. В 1918—1920 годах был министром путей сообщения Первой Республики Армения. С образованием Закавказской федерации он стал главным инженером Закавказской железной дороги. Мать — Евгения Ивановна Набатян (1887—1964) была дочерью богатого нефтяника. Она способствовала образованию своих детей, научила их игре на фортепиано и языкам, особенно французскому. Младший брат Михаила Тер-Микаеляна Андрей (1925—2010) — известный учёный в области радиооптики, академик АН СССР, доктор технических наук.
Окончив среднюю школу в Тбилиси, Михаил, следуя примеру отца, поступил в Институт железнодорожного транспорта. Но будущая специальность юношу не привлекала: он понял, что наука тянет его больше, чем инженерия, и по собственной инициативе перешёл на физический факультет Тбилисского государственного университета. После смерти отца в 1943 году семья Тер-Микаелянов переехала в Ереван, где жил брат матери. Здесь в 1948 году Михаил окончил Ереванский государственный университет, защитив дипломную работу у академика АН СССР Виктора Амазасповича Амбарцумяна.

#### Аспирантура в Физическом институте АН СССР (1948—1952)
Михаил Тер-Микаелян поступил в аспирантуру теоретического отдела Физического института имени П. Н. Лебедева АН СССР в Москве. Он был аспирантом академика АН СССР, будущего лауреата Нобелевской премии в области физики Игоря Евгеньевича Тамма, но, когда подошло время защиты кандидатской диссертации, Тамм выехал из Москвы для работы над первой советской атомной бомбой (РДС-1), и научным руководителем Михаила Тер-Микаеляна был назначен Евгений Львович Фейнберг.
В своей кандидатской диссертации Михаил Тер-Микаелян описал открытый им парадоксальный эффект, который послужил единой основой для нового понимания взаимодействия частиц высоких энергий с веществом. Он показал, что процесс излучения формируется в вытянутой области пространства, продольная длина которой неограниченно растёт с увеличением энергии частиц, и в нём участвуют когерентно все атомы среды, которые могут оказаться в этой зоне, хотя длина волны частиц с ростом энергии падает.
Е. Л. Фейнберг рассказал о работе Тер-Микаеляна академику АН СССР, впоследствии лауреату Нобелевской премии по физике Льву Давидовичу Ландау, которому предложенная идея показалась «чепухой». Но не потребовалось много времени, чтобы Ландау дал своё согласие: проверив основную идею, заложенную в диссертации, он признал, что молодой учёный прав. Через три месяца Михаил Тер-Микаелян сделал доклад о своей работе на семинаре у Льва Ландау, а уже менее чем через год Ландау и академик АН СССР Исаак Яковлевич Померанчук показали, как меняется тормозное излучение в аморфной среде по сравнению со случаем кристалла или одного атома. В 1952 году Тер-Микаелян защитил диссертацию и получил учёную степень кандидата физико-математических наук.
Михаил Тер-Микаелян начал изучать вопросы получения элементарных частиц в различных средах. Л. Д. Ландау посоветовал ему покинуть Москву и вернуться в Ереван, так как «Тер-Микаелян любил мыслить самостоятельно, и в Москве ему могли помешать».

### Работа в Армении (1952—2004)
Вернувшись в Армению, Михаил Тер-Микаелян начал работать в Ереванском физическом институте, где занимался физикой высоких энергий. Он стал руководителем теоретического отдела, а в 1958—1963 годах был заместителем директора института, также преподавал в Ереванском государственном университете: был заведующим кафедрой ядерной физики (1961—1970). В эти годы семинары, организованные Тер-Микаеляном, для многих молодых физиков Армении стали настоящей школой научного творчества. Свои работы в области физики высоких энергий Микаел Тер-Микаелян обобщил в книге «Влияние среды на электромагнитные процессы при высоких энергиях», которая была издана в 1961 году в Ереване, а английский перевод книги был издан в 1972 году издательством «Шпрингер».
В 1962 году в Москве, в Физическом институте имени П. Н. Лебедева АН СССР Михаил Тер-Микаелян защитил диссертацию и получил учёную степень доктора физико-математических наук, в 1963 году был избран член-корреспондентом АН Армянской ССР. В 1963—1967 годах он был заведующим отделом квантовой оптики Института радиофизики и электроники АН Армянской ССР. Начиная с этого времени в круг научных интересов Тер-Микаеляна вошли квантовая электроника, лазерная физика и нелинейная оптика.

#### Работа в Ереванском университете
В 1963 году Михаил Тер-Микаелян стал деканом физического факультета Ереванского государственного университета. Тут полностью проявились его организационные способности. В короткий период факультет был реформирован, были открыты новые кафедры перспективных областей науки: биофизики и молекулярной физики, физики излучения и квантовой оптики, математической физики и другие; для руководства этими кафедрами были приглашены молодые талантливые учёные. На должности декана Михаил Тер-Микаелян оставался до 1967 года.
В этот период фундаментальными работами лауреатов Нобелевской премии в области физики академиков АН СССР Николая Геннадиевича Басова, Александра Михайловича Прохорова и американского физика Чарлза Таунса были заложены физические основы для создания первых оптических квантовых генераторов, которые начали успешно применяться в науке. Новая область науки заинтересовала Михаила Тер-Микаеляна, и он взялся за дело развития квантовой электроники и нелинейной оптики в Армении. Надо было начинать с нуля: не было исследователей в этой области, соответствующего оборудования, был только интерес к новой области физики. В 1962 году Лаборатория проблем физики излучения Ереванского университета начала исследования по лазерной тематике, в 1964 году на физическом факультете Ереванского университета была создана кафедра оптики. В 1965 году, объединив отдел квантовой электроники Института радиофизики и электроники АН Армянской ССР и Лабораторию проблем физики излучения Ереванского университета, Михаил Тер-Микаелян основал Объединённую радиационную лабораторию АН Армянской ССР и ЕГУ (ОРЛАНЕГУ). Лаборатория проделала большую работу: там разрабатывались теоретические основы функционирования квантовых генераторов и усилителей. Лаборатория также их производила: уже в 1962 году с помощью работников Всесоюзного НИИ радиооптики был создан первый армянский лазер «Арзни». Под руководством Михаила Тер-Микаеляна в работы по созданию промышленных лазеров были включены многие предприятия Армении, и в 1965 году были созданы промышленные лазеры «Арзни — 2» и «Раздан», которые были продемонстрированы на Лейпцигской ярмарке. Руководителем ОРЛАНЕГУ Михаил Тер-Микаелян был до 1972 года.
Свои работы по исследованию твердотельных лазеров Михаил Тер-Микаелян обобщил в книге «Оптические генераторы на твёрдом теле» (соавторы А. Л. Микаэлян и Ю. Г. Турков), которая была издана в 1967 году в Москве. Эта книга — одна из первых советских монографий, посвящённых лазерам, она стала фундаментальным учебником квантовой электроники. Работы Тер-Микаеляна, положенные в основу монографии, представляют исключительную ценность не только для понимания физических процессов, но и для расчёта и конструирования оптических квантовых генераторов и усилителей.

#### Институт физических исследований
В 1967 году в Ереван прибыла московская делегация учёных, возглавляемая президентом АН СССР, академиком Мстиславом Всеволодовичем Келдышем. Келдыш пожелал Михаилу Тер-Микаеляну продолжить работу уже в новом академическом институте: должен был создаваться Институт физических проблем АН Армянской ССР. Михаил Тер-Микаелян приложил большие усилия для решения проблем строительства. Институт физических исследований АН Армянской ССР строился на каменистой, пустынной территории близ города Аштарак. Строительство научных корпусов закончили в 1968 году, Тер-Микаелян был назначен директором этого учреждения. Он также возглавил теоретический отдел института. Вскоре институт стал получать новые результаты: первые экспериментальные свидетельства нелинейного взаимодействия лазерного излучения с газовыми средами, изучение резонансных когерентных взаимодействий излучения с атомами и атомарными средами и другие. В соседстве с научными корпусами строился научный городок для работников института. В кабинете Тер-Микаеляна стоял макет научного городка, который был реализован в короткий срок: были построены теннисные корты, бассейны, детский сад, посажены фруктовые сады. В 1978 году Михаил Тер-Микелян вступил в КПСС. В 1982 году он был избран действительным членом АН Армянской ССР. В 1980-е годы исследованиям в области лазерной физики уделялось большое внимание, благодаря чему Институт физических исследований, имевший своё производство, хорошо финансировался, что позволяло коллективу участвовать во многих перспективных работах. Весной 1987 года была открыта высокотемпературная сверхпроводимость. Работникам института удалось получить сверхпроводящую керамику. В 1988 году институт получил дополнительное финансирование по двум государственным планам высокотемпературной сверхпроводимости.

### Последние годы жизни
Михаил Леонович Тер-Микаелян в 1990—1994 годах был академиком-секретарём отделения физико-математических и технических наук, членом президиума АН Армянской ССР (далее — Национальной академии наук Армении). В 1991 году Нобелевский комитет предложил Михаилу Леоновича Тер-Микаеляну выдвинуть учёных в кандидаты лауреата Нобелевской премии в области физики 1992 года.
В 1994 году Тер-Микаелян ушёл со всех административных постов, стал почётным директором Института физических исследований НАН РА и заведующим лабораторией теоретической физики института. Он полностью посвятил себя научной деятельности, участвовал в научных конференциях. В 1997 году в Национальной академии наук Армении Михаил Тер-Микаелян выступил с докладом, посвящённым квантовой информатике. В 1997, 2001 и 2003 годах он опубликовал три фундаментальных научных работы в российском журнале «Успехи физических наук». В 2003 году, будучи тяжело больным, Михаил Тер-Микаелян участвовал в международной конференции, посвящённой переходному излучению, в Италии и конференции, посвящённой релятивистским частицам в периодических средах, в Томске.
Михаил Леонович Тер-Микаелян скончался 30 января 2004 года в Аштараке и, согласно его завещанию, был похоронен там же.
В 2013 году к 90-летию Михаила Леоновича Тер-Микаеляна Институт физических исследований НАН РА был назван его именем. На фасаде здания института была открыта мемориальная доска в честь Михаила Тер-Микаеляна. В личном кабинете учёного открылся музей его имени, где собраны книги и многочисленные статьи, публикации о нём, фотографии, где он снят с выдающимися физиками XX века.

## Научная деятельность

### Эффект Тер-Микаеляна
В 1952 году в Физическом институте имени П. Н. Лебедева АН СССР Михаил Тер-Микаелян защитил кандидатскую диссертацию, которая была посвящена когерентному тормозному излучению в кристаллах. В диссертации была заложена единая физическая основа для понимания процессов, происходящих при взаимодействии частиц высоких энергий с веществом. Тер-Микаелян теоретически показал, что при высоких энергиях область пространства в направлении движения частиц, то есть длина траектории, на которой когерентно формируется процесс излучения, растёт с энергией и может достигать макроскопических размеров. Для определения когерентной длины Тер-Микаелян получил выражение
{\displaystyle L_{\text{coh}}={\frac {2E_{1}E_{2}}{\omega m^{2}c^{3}}}},
где {\displaystyle E_{1},E_{2}} — энергия электрона соответственно до и после излучения фотона, {\displaystyle \omega } — частота фотона, {\displaystyle m} — масса электрона, {\displaystyle c} — скорость света. Конкретный вид данного уравнения может уточняться в зависимости от углов многократного рассеяния, вида частицы и других причин. Тер-Микаелян определил соответствующий {\displaystyle L_{\text{coh}}} эффективный импульс, передаваемый среде вдоль направления движения излучающей частицы — {\displaystyle \hbar \delta _{\text{coh}}\cong \hbar /L_{\text{coh}}}.
Эффект роста когерентной длины получил название «эффект Тер-Микаеляна». Эффект Тер-Микаеляна переносится сейчас в физику сильных взаимодействий и квантовую хромодинамику. Впервые данный эффект экспериментально был подтверждён в работах армянской группы физиков из Института физических исследований АН Армянской ССР при исследовании космических лучей. В 1994 году теоретическое предсказание эффекта было вновь подтверждено экспериментами по измерению тормозного спектра (в интервале 0,2—500 МэВ), которые были совершены большой группой физиков на Стэнфордском линейном ускорителе.
В 1953 году Тер-Микаелян пришёл к выводу, что при очень высоких энергиях (или для очень мягких фотонов), когда {\displaystyle L_{\text{coh}}} превысит межатомные расстояния, процессы взаимодействия частиц с веществом нельзя рассматривать как сумму независимых взаимодействий с отдельными атомами. Атомы, расположенные на когерентной длине вдоль движения частицы, действуют когерентно, то есть вероятность соответствующего физического процесса будет пропорциональна квадрату числа атомов на когерентной длине. Результаты работы Тер-Микаеляна по исследованию продольного эффекта плотности были обобщены на случай аморфных сред советскими учёными Ландау и Померанчуком. В 1954 году Михаил Тер-Микаелян дополнил работу Ландау — Померанчука, учтя роль диэлектрической поляризации аморфной среды.

### Нелинейная оптика. Квантовая электроника. Лазерная физика
В 1960-х годах Тер-Микаелян начал развивать новое для Армении научное направление — квантовую электронику, возглавил работы по созданию и промышленному выпуску первых лазеров в Армении в 1962 году. За эти работы в 1980 году Михаилу Тер-Микаеляну (и группе учёных, в том числе брату Михаила Тер-Микаеляна — Андрею Микаэляну) была присуждена Государственная премия Армянской ССР.
В области лазерной физики Михаил Тер-Микаелян развил новое направление — теорию резонансного взаимодействия лазерного излучения с атомными системами.
В 1950-х — 1960-х годах Михаил Тер-Микаелян занимался изучением различных режимов просветления резонансной среды под воздействием мощного светового импульса. В этот период Тер-Микаелян опубликовал ряд статей, посвящённых излучению равномерно движущихся частиц в неоднородных средах. В данных работах он получил квазиклассические уравнения прохождения света через резонансную среду. Тер-Микаелян предсказал самоиндуцированную инверсию электронных населённостей, трёхкомпонентную структуру в резонансной флуоресценции, двухфотонные эффекты на «одетом атоме». Он предложил и осуществил новый вариант пикосекундного перестраиваемого лазера для физических исследований.
Совместно с братом Андреем Микаэляном Михаил Тер-Микаелян сформулировал основные балансные уравнения для расчёта лазеров и рассмотрел основные режимы работы непрерывных и импульсных твердотельных лазеров. В 1964 году исследуя вопрос об интенсивности импульсного лазера, он получил следующий наглядный результат: если в момент времени {\displaystyle t=0} задана перенаселённость {\displaystyle \Delta (t)=\Delta _{0}}, где {\displaystyle \Delta (t)=n_{2}(t)-n_{1}(t)}, {\displaystyle n_{2},~n_{1}} — число атомов в 1 см3, находящихся, соответственно, в возбуждённом и стационарном состояниях, то время, характерное для лазерной вспышки, порядка наибольшей из двух величин (при {\displaystyle v\Delta _{0}\gg \Sigma _{0}}) будет {\displaystyle t\sim {\frac {1}{\sigma v\Delta _{0}}}\ln {\frac {v\Delta _{0}}{2\Sigma _{0}}}}, где {\displaystyle v} — скорость света в образце, и за это время половина всей энергии, запасённой за счёт перенаселённости атомных уровней, излучается.
В 1998 году Михаил Тер-Микаелян исследовал процессы взаимодействия лазерных импульсов с отдельными атомами, когда время взаимодействия меньше времени радиационного распада: {\displaystyle \tau \sim l/v<\gamma }, тут {\displaystyle l} — пространственные размеры лазерного пучка, {\displaystyle v} — скорость атомов, {\displaystyle \gamma } — время радиационного распада. Он проанализировал процессы рассеяния в бесконечной однородной газовой среде, и показал, что некогерентное рэлеевское рассеяние не зануляется и может быть экспериментально наблюдено. Аналогические явления Тер-Микаелян рассмотрел для комбинационного рассеяния, и обнаружил, что характеристики рассеяния зависят от временной структуры лазерного импульса, способа включения взаимодействия и параметра интенсивности {\displaystyle a^{2}}.

### Дифрагированное рентгеновское излучение
В 1969 году Михаил Леонович Тер-Микаелян теоретически предсказал дифрагированное рентгеновское излучение — переходное излучение, возникающее на передней границе при пересечении релятивистским электроном кристаллической пластинки, дифрагирующее на системе параллельных атомных плоскостей кристалла. В своих работах Тер-Микаелян пришёл к выводу, что при пересечении релятивистским электроном монокристалла его кулоновское поле рассеивается на системе параллельных атомных плоскостей кристалла, порождая параметрическое рентгеновское излучение.
Существование дифрагированного рентгеновского излучения экспериментально было подтверждено в середине 1980-х годов: первые экспериментальные исследования были совершены в Томске в 1985 году, вторые — в Ереване в 1987 году, третьи — в Харькове в 1990 году. Излучение, предсказанное Тер-Микаеляном, а в дальнейшем и доказанное экспериментом, нашло широкое применение в исследовании ультрарелятивистских частиц, создании источников когерентного {\displaystyle \gamma }-излучения.

### Другие работы
В 1972 году Михаил Тер-Микаелян с армянской группой учёных показали, что для электронов малых энергий (0,25—0,6 ГэВ) влияние многократного рассеяния, которое приводит к возникновению дополнительного «тормозного излучения», оказывается существенным. Они показали, что интенсивность этого дополнительного излучения в определённой спектральной области детектируемых квантов может в несколько раз превышать интенсивность переходного и обычного (бете-гайтлеровского) тормозного излучения вместе взятых. Также, исследуя излучение релятивистских электронов в отдельных массивных пластинках, Тер-Микаелян показал, что с ростом энергии электрона обычное бете-гайтлеровское тормозное излучение в низкоэнергетической части рентгеновского спектра существенно подавляется, и в области частот меньше критической изменение спектральной плотности числа фотонов следует закону {\displaystyle \sim E^{-2}}.
В 1988 году под руководством Михаила Тер-Микаеляна в Институте физических исследований АН Армянской ССР начали заниматься новым направлением — высокотемпературной сверхпроводимостью и получать сверхпроводящую керамику.

## Награды
- Государственная премия Армянской ССР (1980) — за научное исследование, разработку и промышленное приобретение твердотельных импульсных лазеров[40].
- Премия имени Виктора Амбарцумяна НАН РА[1].
- Орден Дружбы народов (9.11.1983) — за заслуги в развитии физической науки, подготовке научных кадров и в связи с шестидесятилетием со дня рождения[1][41][42].
- Заслуженный деятель науки Республики Армения (2003)[43].
- Соросовский профессор[44].

## Память
- Имя Михаила Тер-Микаеляна с 2013 года носит Институт физических исследований Национальной академии наук Армении[арм.], основанный им в 1968 году[7].
- В 2013 году на здании Института физических исследований НАН РА была открыта мемориальная доска, посвящённая Михаилу Тер-Микаеляну, в его личном кабинете был открыт музей[7].

## Сочинения
- Тер-Микаелян М. Л. Влияние среды на электромагнитные процессы при высоких энергиях. — Ереван: изд-во АН Армянской ССР, 1969. — 459 с.
- Микаэлян А. Л., Тер-Микаелян М. Л., Турков Ю. Г. Оптические генераторы на твёрдом теле. — М.: Советское радио, 1967. — 384 с.

- Тер-Микаелян М. Л. Электромагнитные процессы при высоких энергиях в аморфных и неоднородных средах // УФН. — 2003. — № 173. — С. 1265—1286.
- Тер-Микаелян М. Л. Радиационные электромагнитные процессы при высоких энергиях в периодических средах // УФН. — 2001. — № 171. — С. 597—624.
- Ter-Mikayelyan M. L. Entanglement Induced Radiation Processes Which are First Order in Weak Field // Optics Communications. — 1998. — Vol. 158. — P. 287—297.
- Тер-Микаелян М. Л. Релеевское и комбинационное рассеяние светового импульса в однородной газовой среде // Известия НАН РА. Физика. — 1998. — № 33 (2). — С. 78—85.
- Тер-Микаелян М. Л. Простейшие атомные системы в резонансных лазерных полях // УФН. — 1997. — № 167. — С. 1249—1294.
- Тер-Микаелян М. Л. Новый метод исследования резонансного взаимодействия лазерного излучения с простейшими атомами // Известия НАН РА. Физика. — 1997. — № 32 (5). — С. 242—251.
- Тер-Микаелян М. Л. Квазиклассическое приближение во временном пространстве // Известия НАН РА. Физика. — 1997. — № 32 (3). — С. 125—129.
- Григорян Г. Г., Тер-Микаелян М. Л., Торосян Г. А. Пространственная фазовая самомодуляция в квазирезонансных средах // Известия НАН РА. Физика. — 1993. — № 28 (4—6). — С. 111—115.
- Газазян А. Д., Тер-Микаелян М. Л., Шерман Б. Г. Квантовые эффекты коллапса и возрождения осцилляций населенности в резонансном сжатом свете // Известия АН Армянской ССР. Физика. — 1993. — № 28 (2—3). — С. 69—75.
- Крыжановский Б. В., Сулханян Р. М., Тер-Микаелян М. Л. Резонансное рассеяние электромагнитной волны на трехуровневой атомной системе // Известия АН Армянской ССР. Физика. — 1983. — № 18 (2). — С. 83—90.
- Мкртчян В. Е., Тер-Микаелян М. Л., Чалтыкян В. О. Излучение двух фотонов атомом в поле резонансного излучения // Доклады АН Армянской ССР. — 1983. — № 77 (4). — С. 178—181.
- Тер-Микаелян М. Л. Излучение частиц в периодических средах // Природа. — 1982. — № 12 (808). — С. 68—73.
- Тер-Микаелян М. Л., Чалтыкян В. О. Двухфотонный распад трехуровневого атома в поле двух сильных излучений, резонансных атомным переходам // Доклады АН Армянской ССР. — 1982. — № 75 (4). — С. 170—175.
- Багиян Р. А., Тер-Микаелян М. Л. Полное число фотонов переходного излучения на шероховатных поверхностях раздела // Доклады АН Армянской ССР. — 1982. — № 74 (1). — С. 37—41.
- Багиян Р. А., Тер-Микаелян М. Л. Излучение при прохождении заряженной частицы через плоскость с изолированными неоднородностями // Доклады АН Армянской ССР. — 1979. — № 69 (5). — С. 265—271.
- Ter‐Mikaelian M. L., Osborne L. S. High‐Energy Electromagnetic Processes in Condensed Media // Physics Today. — 1973. — Vol. 26, № 3 (69).
- Арутюнян Ф. Р., Тер-Микаелян М. Л. Излучение заряженных частиц в неоднородных средах и его применения // УФН. — 1972. — № 107. — С. 332—334.
- Тер-Микаелян М. Л., Багиян Р. А. К теории переходного излучения при прохождении заряженной частицы через границу раздела произвольной формы // Доклады АН Армянской ССР. — 1972. — № 55 (1). — С. 32—35.
- Mikaelian A. L., Ter-Mikaelian M. L. Quasi-Classical Theory of Laser Radiation // Progress in Optics. — 1969. — Vol. 7. — P. 231—297.
- Тер-Микаелян М. Л. Влияние многократного рассеяния на резонансное излучение // Письма в ЖЭТФ. — 1968. — Вып. 8, № 2. — С. 100—102.
- Тер-Микаелян М. Л., Арутюнян В. М. Уравнения резонансной среды // Доклады АН Армянской ССР. — 1966. — № 43 (2). — С. 91—95.
- Тер-Микаелян М. Л., Хачатрян Б. В. Дифракционное изучение быстрых частиц // Доклады АН Армянской ССР. — 1965. — № 40 (1). — С. 13—18.
- Тер-Микаелян М. Л. Расчет интенсивности импульсного лазера // Доклады АН Армянской ССР. — 1964. — № 38 (2). — С. 105—110.
- Тер-Микаелян М. Л. О методе прицельных параметров // Известия АН Армянской ССР. Физико-математические науки. — 1956. — № 9 (5). — С. 77—90.
- Тер-Микаелян М. Л. Одномерный случай задачи о числе рассеяний при диффузии фотонов // Доклады АН Армянской ССР. — 1948. — № 8 (4). — С. 145—148.

## Комментарии
1. ↑  Также часто можно встретить названия «продольный эффект плотности», «эффект поляризации среды» или «эффект диэлектрического подавления»[27].
2. ↑  Тер-Микаелян также получил результаты в исследовании рассеяния интенсивного светового поля вблизи резонанса и взаимодействия когерентного лазерного излучения с простейшими атомами вблизи резонанса[4].
3. ↑  В научной литературе можно встретить разные названия данного явления, например: «дифрагированное переходное излучение», «параметрическое рентгеновское излучение», «поляризационное излучение» и другие[28].